# Mugamba
Mugamba è un comune del Burundi situato nella provincia di Bururi con 59.084 abitanti (censimento 2008).

## Geografia antropica

### Suddivisioni amministrative
Il comune è suddiviso in 30 colline.